# Never Say Die!
Never Say Die! — восьмий студійний альбом британського гурту Black Sabbath, представлений 28 вересня 1978 року; останній альбом гурту із Оззі Осборном як вокалістом (до платівки 13 2013 року). У листопаді 1997 року платівка отримала «золотий» статус.

## Про альбом
Перед записом альбому Оззі Осборн покинув гурт і його на короткий проміжок часу замінив колишній учасник Savoy Brown і Fleetwood Mac вокаліст Дейв Вокер. Із Вокером гурт записав декілька пісень і виконав на радіо під час шоу «Look Hear» пісню «Junior's Eyes» (також в той час була виконана пісня «War Pigs»). Осборн через певний час повернувся в гурт, проте не бажав виконувати пісні, написані Вокером. Ці пісні були переписані, окрім «Swinging The Chain», де ведучий вокал виконує Уорд. Гурту не вистачало матеріалу для повноцінного альбому і Уорд запропонував себе як вокаліста. Ця ідея була прийнятна для інших учасників Black Sabbath (композицію «A Hard Road» співають всі чотири учасники колективу). Як і у випадку із попередньою платівкою, оформленням обкладинки займалась студія Hipgnosis.

## Список композицій
Автор музики і слів Black Sabbath. 
| Сторона 1 | Сторона 1       | Сторона 1  |
| #         | Назва           | Тривалість |
| --------- | --------------- | ---------- |
| 1.        | «Never Say Die» | 3:50       |
| 2.        | «Johnny Blade»  | 6:28       |
| 3.        | «Junior's Eyes» | 6:42       |
| 4.        | «Hard Road»     | 6:04       |

| Сторона 2 | Сторона 2                    | Сторона 2  |
| #         | Назва                        | Тривалість |
| --------- | ---------------------------- | ---------- |
| 5.        | «Shock Wave»                 | 5:15       |
| 6.        | «Air Dance»                  | 5:17       |
| 7.        | «Over to You»                | 5:22       |
| 8.        | «Breakout» (інструментальна) | 2:35       |
| 9.        | «Swinging the Chain»         | 4:06       |

## Учасники запису
- Оззі Осборн — вокал
- Тоні Айоммі — гітара
- Ґізер Батлер — бас-гітара
- Білл Ворд — ударні